# Restio singularis
Restio singularis là một loài thực vật có hoa trong họ Restionaceae. Loài này được Esterh. miêu tả khoa học đầu tiên năm 1985.